# Bernardo Ribeiro
Bernardo Ribeiro (9 oktober 1989 – 7 mei 2016) was een Braziliaans profvoetballer. 

## Clubcarrière
Ribeiro begon zijn professionele carrière in 2011 bij Skënderbeu Korçë in Albanië. Met deze club werd hij in 2012 landskampioen. In 2012 verhuisde hij naar het Australische Newcastle United Jets. Een jaar later ging hij in Finland spelen bij IFK Mariehamn. In 2015 keerde hij terug naar Brazilië waar hij in de lagere reeksen ging voetballen zoals Friburguense AC.
Nadat het seizoen in 2016 was afgelopen, ging hij spelen voor Ideal FC, een amateurclub uit Recreio. Op 7 mei werd hij onwel tijdens een wedstrijd, net voor de rust. Hij werd direct gewisseld. Voor de wissel kon doorgaan, kreeg hij een hartaanval op het veld. Ribeiro werd nog naar het hospitaal gebracht, waar hij diezelfde avond overleed. 

## Statistieken
| Seizoen         | Club                  | Land            | Competitie          | Wedstrijden | Doelpunten |
| --------------- | --------------------- | --------------- | ------------------- | ----------- | ---------- |
| 2011-2012       | Skënderbeu Korçë      | Albanië         | Kategoria Superiore | 5           | 1          |
| 2012-2013       | Newcastle United Jets | Australië       | A-League            | 6           | 0          |
| 2013-2014       | IFK Mariehamn         | Finland         | Veikkausliiga       | 32          | 2          |
| Carrière totaal | Carrière totaal       | Carrière totaal | Carrière totaal     | 43          | 3          |